# Stenímachos
Stenímachos är en ort i Grekland.   Den ligger i prefekturen Nomós Imathías och regionen Mellersta Makedonien, i den norra delen av landet, 300 km norr om huvudstaden Aten. Stenímachos ligger 133 meter över havet och antalet invånare är 806.
Terrängen runt Stenímachos är varierad. Runt Stenímachos är det ganska glesbefolkat, med 48 invånare per kvadratkilometer. Närmaste större samhälle är Náousa, 5,6 km nordväst om Stenímachos. I omgivningarna runt Stenímachos växer i huvudsak blandskog.